# Janusz Koziarz
Janusz Koziarz (ur. 12 sierpnia 1955 w Jaworznie) – polski lekkoatleta, sprinter, mistrz i reprezentant Polski.

## Kariera sportowa
Był zawodnikiem Gwardii Zabrze.
Na mistrzostwach Polski seniorów na otwartym stadionie wywalczył trzy medale w sztafecie 4 x 400 metrów, w tym dwa złote (1975, 1976) i jeden brązowy (1983). Najwyższe miejsce indywidualnie zajmował w biegu na 400 metrów w 1975 i 1977 (4. miejsce). W 1978 zdobył brązowy medal halowych mistrzostw Polski seniorów w biegu na 400 m.
Reprezentował Polskę w finale A Pucharu Europy w 1975, gdzie w sztafecie 4 x 400 metrów zajął 5 miejsce, z wynikiem 3:06,8.
Rekord życiowy na 200 m: 21,52 (22.06.1976), na 400 m: 46,74 (25.06.1976).